# 강선규 (정치인)
강선규(姜善圭, 1925년 6월 19일~1989년)는 대한민국의 정치인이다. 제6대 국회의원을 지냈다.

## 역대 선거 결과
|  | 28.74% |

|  | 49.44% |

|  | 21.31% |

|  | 3.19% |